# Sommerberg (Haibach)
Sommerberg ist ein Weiler und ein Ortsteil der Gemeinde Haibach im niederbayerischen Landkreis Straubing-Bogen. Er liegt in 0,9 km Entfernung Luftlinie östlich des Ortskerns von Haibach südwestlich unterhalb des Gipfels des Sommerbergs.

## Einwohnerentwicklung
- 1871: 009 Einwohner[2]
- 1987: 012 Einwohner[1]